# Enrico Fasana
Enrico Fasana (Milano, 28 agosto 1940 – Milano, 17 marzo 2008) è stato un indologo italiano.

## Biografia
Dopo avere conseguito il dottorato di ricerca in Oriental Studies all'Università dell'Arizona e il Master of Arts in Storia dell'India all'Università di Chicago e dopo avere insegnato Storia del subcontinente indiano all'Orientale di Napoli, ha assunto la docenza di Storia e Istituzioni dei Paesi afroasiatici nella facoltà di Scienze politiche dell'Università di Trieste.
Socio di Italindia, ha concentrato le sue ricerche su vari aspetti della società indiana: dal mondo tribale alle caste, dall'intoccabilità alle classi inferiori e agli Stati nativi, fino a toccare vari aspetti del nazionalismo indiano, dall'influenza del Risorgimento italiano alla figura di Gandhi e ai suoi seguaci. Ha trattato anche gli aspetti dell'Islam in India, occupandosi delle confraternite islamiche e del modernismo.

## Pubblicazioni
- Il problema tribale in India; saggio storico politico, Torino, 1967, Giappichelli, pp.131.
- Riforma sociale e conversione nella comunità musulmana del subcontinente indiano, in "Annali dell'Istituto Universitario Orientale di Napoli", vol.36 (n.s.XXVI), Napoli, 1976, pp.359-394.
- Bhimrao Ramji Ambedkar and the caste system : the social thought of an Indian political leader, in "Il Politico", Università di Pavia, vol.XLI, n.4, Pavia, 1976, pp.747-759.
- voce India (subcontinente indiano), Vita e tradizione, in "Enciclopedia Europea Garzanti", vol.VI, 1977, pp.84-86.
- voci Bhil, Jain, Lingayat, Parsi, Sikh, in "Popoli Diversi", vol.V, Asia, Torino, 1980, pp.104-109, pp.168-171, pp.195-201, pp.208-211, pp.254-256.
- Pratap Singh a Satara : "Rise and Fall" di un principe indiano (1818-1839), in "Annali della Facoltà di Scienze Politiche dell'Università degli Studi di Trieste", Milano, 1980, pp.759-814.
- voci Bhutan, India, Nepal, in "Enciclopedia Universale Bompiani", vol. Storia, Milano, 1980, pp.277-278, pp.1204-1215, pp.1815-1818.
- E.F. e Marilia Albanese, Il movimento chayavadi nell'India contemporanea, in "Il Chayavad", supplemento a Quaderni Asiatici, dicembre, 1983, pp.23-26.
- Moderati ed Estremisti" nell'India Occidentale di fronte al Risorgimento Italiano, in "Garibaldi, Mazzini e il Risorgimento nel risveglio dell'Asia e dell'Africa", a cura di Giorgio Borsa e Paolo Beonio Brocchieri, Franco Angeli, Milano, 1984, pp.211-285.
- Yatra, il pellegrinaggio indiano, in AA.VV., "Induismo e arte indiana", Associazione Genitori, Bologna, 1984, pp.23-49.
- Il mondo indiano di fronte ai passaggi della vita : rinascita e liberazione, in AA.VV., "Seminario Vidas", Milano, 1987, pp.2-29, La compassione e la comprensione per la sofferenza e la morte.
- Samarth Ramdas e il Dharma : un "santo" indiano nella vita, nella storia e nell'immagine, in AA.VV., "La realizzazione spirituale nell'uomo", Istituto di propaganda libraria, Milano, 1987, pp.75-122.
- L'India :da Dharma a Nazione, in "Quaderni Asiatici", nn.10-11-12, Milano, 1987-88, pp.23-25.
- L'India indipendente, alcune considerazioni strutturali, in "Quaderni Asiatici", nn.13-14-15, Milano, 1987-88, pp.12-16.
- Gandhi, Mahatma e uomo politico, Scientific Press, Trieste, 1988, pp.160.
- 40 anni di indipendenza dell'India, in "Italy-India III", n.2 (7), Milano, 1988, pp.6-10.
- La questione delle minoranze, in Asia Meridionale, a cura di Eugenio Turri, Novara, De Agostini, 1988, pp.274-275.
- E.F. e Giuseppe Sorge, a cura di, Civiltà indiana e impatto europeo nei secoli XVI e XVII, l'apporto dei viaggiatori e missionari italiani nei secoli XVI-XVII, Introduzione, Jaca Book, Milano, 1988, pp.7-22.
- Luigi Pio Tessitori : le ricerche storiche e il Rajasthan dei suoi tempi, in "Atti del Convegno Internazionale di Udine Luigi Pio Tessitori", Paideia/Biblioteca indiana, Brescia, 1990, pp.67-102.
- a cura di, A.Bennigsen e Chantal Lemercier Quelquejay, L'Islam parallelo, le confraternite musulmane in Unione Sovietica, Introduzione, Marietti, Genova, 1990, pp.VI-XVI.
- E.F. e Giuseppe Sorge, a cura di, India tra Oriente e Occidente, l'apporto dei viaggiatori e missionari nei secoli XVI-XVIII, Introduzione, Jaca Book, Milano, 1991, pp.1-18.
- Asia Centrale : Islam ufficiale ed Islam parallelo, in "Il Gazzettino dell'economia", Padova 25/2/1992, 1992, pp.XII-XIII.
- Intervista sull'Induismo, in "Psychologos", International Review of Psychology, n.4 aprile, 1993, pp.87-93.
- Le caste tra tradizione e modernità, in Dossier, l'India che cambia, in "Politica internazionale", n.3, maggio 1992, Roma, 1992, pp.88-105.
- voci Afghanistan, Bangladesh, Bhutan, vol.I, in "Aggiornamento Appendice V", Enciclopedia Italiana Treccani, 1993, pp.61-64, 312-313, 351-352.
- voce Gandhi Indira, vol.II, in "Aggiornamento Appendice V", Enciclopedia Italiana Treccani, 1993, p.361.
- I Kurdi da tribalismo a nazione, Prefazione, in "Khasraw A.R. Nagm", Campanotto Editore, Udine, 1994, pp.1-32.
- E.F. e Conio C., e Dolcini D., a cura di, Mahatma Gandhi : ideali e prassi di un educatore, Prefazione, Milano, IPL, 1994, pp.1-19, Mohandas Karamchand Gandhi educatore all'unità nazionale, pp.153-175.
- Deshabhakta :the leaders of the Indian independence movement in the eyes of Marathi nationalists, in "Asian and African Studies", vol.3, n.2, Bratislava, Slovak Academy of Sciences, 1994, pp.152-175
- Islam e lavoro : i Muridi Senegalesi in Italia, Prefazione, in "Ottavia Schmidt di Friedberg", Fondazione Agnelli, Torino, 1995, pp.1-18.
- I forti del Rajasthan e le corti rajput del deserto, in "Studi Castellani lombardi", Istituto italiano dei Castelli, a cura di Flavio Conti, Roma, 1995, pp.1-12.
- E.F. e P.Branca, e V.Brugnatelli, a cura di, Il culto dei santi e il ruolo delle confraternite nella diffusione dell'Islam "periferico", in "Studi arabici ed islamici, in memoria di Matilde Gagliarsi", ISMEO, Milano, 1995, pp.75-113.
- From Hindutva to Hindu rashtra : the social and the political thought of Vinayak Damodar Savarkar (1883-1966), in AA.VV., "Bandhu, Scritti in onore di Carlo della Casa", vol.I, Edizioni dell'Orso, Alessandria, 1997, pp.117-133, già in "XIII European Conference on Modern South Asian Studies", Toulouse, August 31 - September 3, 1996.
- Le elezioni politiche in India 1996, in "Quaderni Asiatici", n.40, gennaio-Aprile, Milano, 1997, pp.16-19.
- Gli Ebrei in India : L'Evoluzione di una comunità, in "Orientalia Karalitana", quaderni dell'Istituto di studi Orientali e Africani, n.3, aprile, Facoltà di Scienze Politiche, Università degli Studi di Cagliari. 1998, pp.115-139.
- A new definition in search of an identity : The backward classes, in "Nation ethnicity, minority and border", Contributi a una sociologia internazionale, a cura di Alberto Gasparini, Istituto di Sociologia Internazionale, Gorizia, 1998, pp.125-140.
- Ai confini degli Imperi : nuove linee, nuove frontiere, a cura di, in "Quaderni storici della Facoltà di Scienze Politiche", Prefazione, CEDAM, Università degli Studi di Trieste, Padova, 1998, pp.VIII-XVI,
- Luigi Pio Tessitori : His historical research and the Rajasthan of his time, in "Atti della conferenza internazionale su Tessitori, Società Indologica Luigi Pio Tessitori", Udine, pp.1-19.

| Controllo di autorità | VIAF (EN) 32032681 · ISNI (EN) 0000 0000 6631 1216 · SBN CFIV076940 · BAV 495/89156 · LCCN (EN) n88261399 · BNF (FR) cb121408599 (data) · J9U (EN, HE) 987007339915005171 |